# 國立羅東高級工業職業學校
國立羅東高級工業職業學校（英語：National LoTung Industrial Vocational High School），簡稱為國立羅東高工、羅東高工、羅工，英文簡稱LTIVS。
是一所位於臺灣宜蘭縣的國立技術型高級中等學校，也是宜蘭縣境內唯一一所高級工業學校。

## 地理位置
雖然校名為「羅東」高工，但所在地其實並非在羅東鎮，而是位於距羅東市區相距不到2公里路程的冬山鄉，與位在同一條路上的羅東高商，僅隔鄉鎮之界對望 。羅東高工的現址原為一貯木池，地主捐地後，羅東工商的工業類科便遷移至此；因此雖然現址行政區為冬山鄉，但基於創校歷史因素，「羅東高工」的校名仍維持不變 。

## 校史
1967年，「宜蘭縣立羅東高級工商職業學校」創校，校址位於今日的羅東高商，設電子、建築、商業三科。
1969年，設立「電工科」、「機工科」，為今日電機科及機械科之前身。
1970年，奉准改制為『臺灣省立羅東高級工商職業學校』。
1971年，開辦附設工職進修補校。
1974年，設立「汽車修護科」，後發展為汽車科及汽修科。
1975年，成立橄欖球校隊。
1982年，停辦商科，校名改為「臺灣省立羅東高級工業職業學校」。
1998年，成立棒球校隊。
2000年，改為『國立羅東高級工業職業學校』迄今。

## 歷任校長
| # | 任別   | 姓名   | 任期                  | 備註                       |
| # | 第一任 | 陳坤   | 1966年3月 ~ 1968年8月 | 本校首任校長。             |
| # | 第二任 | 方典成 | 1968年2月 ~ 1985年2月 | 原頭城中學校長轉任         |
| # | 第三任 | 邱贊坤 | 1985年2月 ~ 1989年2月 |                            |
| # | 第四任 | 邱文忠 | 1989年2月 ~ 1992年2月 |                            |
| # | 第五任 | 郭孚宏 | 1992年2月 ~ 1995年8月 |                            |
| # | 第六任 | 李逢周 | 1995年8月 ~ 1999年8月 |                            |
| # | 第七任 | 張長賢 | 1999年8月 ~ 2006年8月 |                            |
| # | 第八任 | 許明文 | 2006年8月 ~ 2012年8月 |                            |
| # | 第九任 | 張以方 | 2012年8月 ~ 2019年8月 | 後調至宜蘭高中             |
| # | 第十任 | 廖俊仁 | 2019年8月到職。       | 原金門高中校長轉任，現任。 |

## 校隊

### 橄欖球
本校橄欖球隊於1975年成立，2008年在全國錦標賽中戰勝黑衫軍建國中學，奪得高中組盤級冠軍。

### 棒球
宜蘭縣羅東高工青棒隊創立於民國八十七年。分別於2012年、2013年及2017年拿下高中棒球聯賽（軟式組）全國賽冠軍。

## 外部連結
- 國立羅東高工網站 （页面存档备份，存于）